# Тадеуш Ріттнер
Тадеуш Ріттнер (*Tadeusz Rittner, 31 травня 1873 —†19 червня 1921) — польський письменник та драматург.

## Життєпис
Походив з ополяченої німецької родини. Народився у 1873 році в м.Львів. Був сином Едварда Ріттнера, професора церковного права, ректора Львівського університету. У 1884 році разом з батьком Тадеуш Ріттнер перебирається до Відня (в подальшому Едвард Ріттнер став міністром освіти Австро-Угорщини).
Тут закінчив середню школу, а потім поступив на юридичний факультет Віденського університету, який закінчив у 1897 році. Під час навчання захопився літературою. У 1894 році випустив перші свої новели.
З 1897 до 1918 року працював на державній службі. У 1918 році звідновленням незалежності Польської держави обрав її громадянство. Втім через хвороби тривалий час проводив на бальнеорологічному курорту Бад-Гаштайн, де й помер у 1921 році.

## Творчість
З усього доробку найзначущіщими є п'єси «Машина» (1903 рік), «В маленькому будинку» (1904 рік), «Червоний букет» (1905 рік), «Дон Жуан» (1909 рік). В них міститься критика тогочасного побуту й моралі. Поетику творів Тадеуша Ріттнера визначають побутовий та психологічний реалізм, а також імпресіонізм і символіка.
Сатиричною іронією в дусі Бернарда Шоу виділяються комедії «Дурний Яків» (1910 рік), «Вовки вночі» (1914 рік). Ріттнер часто писав у двох мовних версіях — польській та німецькій, які були багато в чому різниними.
Також є автором збірок новел «Пробудження» (1905 рік), «Новели» (1907 рік), «В чужому місті» (1912 рік), сатирико-фантастичного роману «Від ночі до світанку» (1921 рік), автобіографічних повістей «Закриті двері» (опубліковано 1922 року), «Міст» (опубліковано 1926 року).